# Mesagne
Mesagne is een gemeente in de Italiaanse provincie Brindisi (regio Apulië) en telt 28.182 inwoners (31-12-2004). De oppervlakte bedraagt 122,7 km², de bevolkingsdichtheid is 230 inwoners per km².

## Demografie
Mesagne telt ongeveer 10129 huishoudens. Het aantal inwoners daalde in de periode 1991-2001 met 8,9% volgens cijfers uit de tienjaarlijkse volkstellingen van ISTAT.
| Jaar | Inwoneraantal |
| ---- | ------------- |
| 1991 | 30.267        |
| 2001 | 27.587        |

## Geografie
Mesagne grenst aan de volgende gemeenten: Brindisi, Latiano, Oria, San Donaci, San Pancrazio Salentino, Torre Santa Susanna, San Vito dei Normanni, San Pietro Vernotico.